# Gottlieb Bindesbøll
Michael Gottlieb Birckner Bindesbøll, född den 5 september 1800 i Ledøje prästgård på Själland, död den 14 juli 1856 på Frederiksberg, var en dansk arkitekt, son till Jens Bindesbøll, bror till Severin Claudius Wilken Bindesbøll, far till Thorvald Bindesbøll.
Bindesbøll blev först kvarnbyggare, men utbildade sig sedermera till arkitekt, dels genom studier vid Konstakademien i Köpenhamn och dels under en längre utländsk resa 1835–1838. Tanken på uppförandet av ett museum för Bertel Thorvaldsens arbeten följde honom på färden, och efter hemkomsten fick han i uppdrag att utföra ett sådant arbete, vilket sysselsatte honom åren 1839–1847. Denna högst originella byggnad blev både en förvaringsplats för konstverken och en gravvård över mästaren själv, vars kista placerades i en gravkammare på museets inre gård.
Bland Bindesbølls övriga arbeten kan nämnas hospitalen vid Århus och på Oringe vid Vordingborg, Landbohøjskolen vid Köpenhamn, rådhus i Thisted och Næstved, en gotikkyrka i Hobro samt Klampenborgs badanstalt i engelsk cottage-stil, med en karakteristisk konsertsal. Han utförde även konstindustriella föremål, möbler m.m, i antika former. Han blev professor vid Konstakademien 1856, men avled kort därefter.

## Utmärkelser

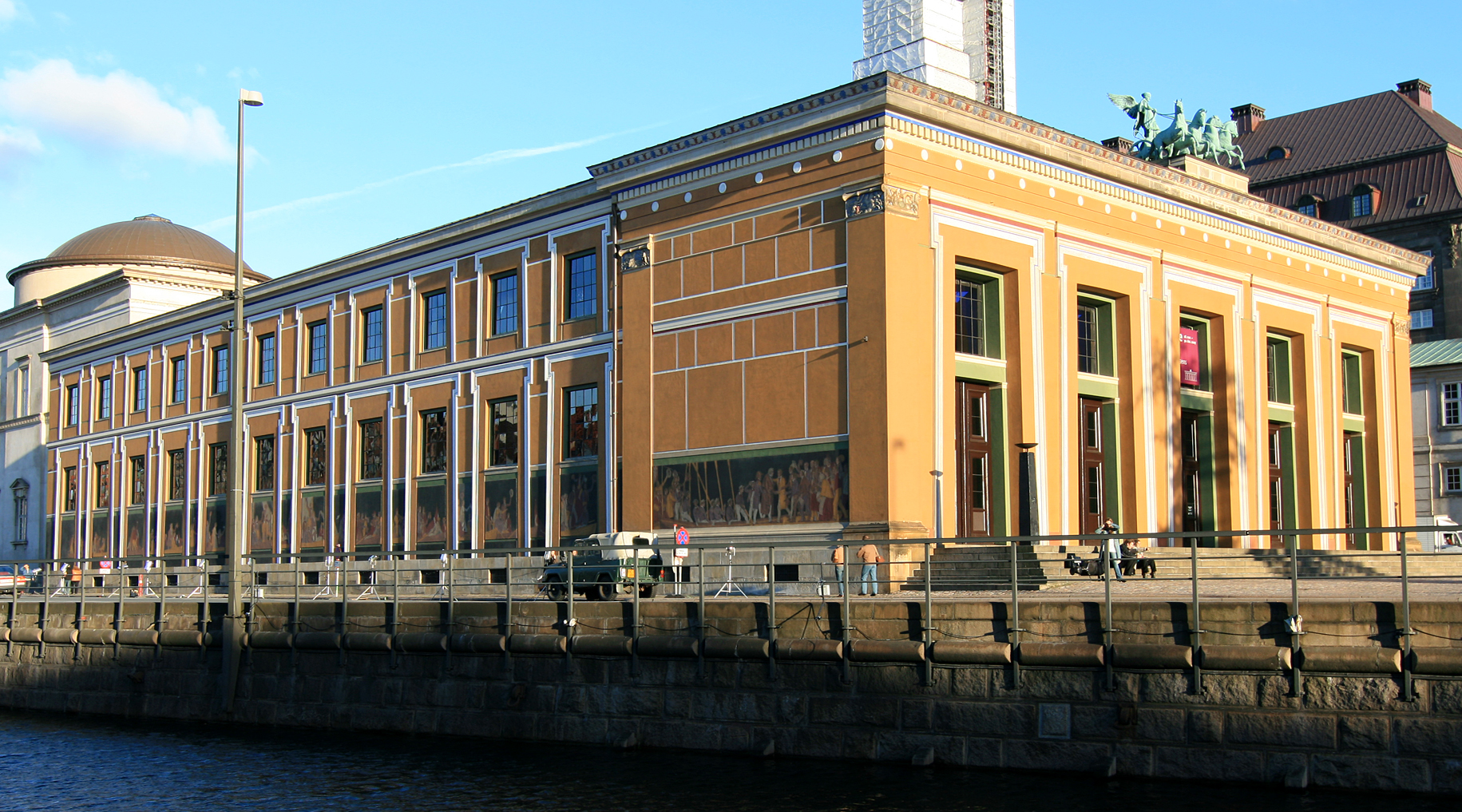
Thorvaldsens museum, Köpenhamn

- Riddare av Dannebrogorden,  1848[5]
- C.F. Hansen-medaljen

[Redigera Wikidata]